# فطرس (پهپاد)
فُطرُس (به انگلیسی: fʊtros) پهپادشناسایی ایران است که ساخت وزارت دفاع و در شرکت صنایع هواپیماسازی ایران وابسته به سازمان صنایع هوایی ایران در ۲۶ آبان ۱۳۹۲ (نوامبر ۲۰۱۳) در شهر اصفهان و در مراسم سالگرد آزادسازی سوسنگرد توسط وزیر دفاع ایران سرتیپ حسین دهقان، اولین وزیر دفاع رئیس‌جمهور حسن روحانی پرده‌برداری شد. این پهپاد، به‌عنوان بزرگ‌ترین نوع در بین پهپادهای ایران، با قابلیت پرواز برای محدوده عملیاتی ۱۷۰۰ تا ۲۰۰۰ کیلومتر (بسته به تعداد موشک هوابه‌سطح و پیچیدگی مسیر پرواز) و همچنین مداومت پرواز ۱۶ تا ۳۰ ساعت می‌باشد، که ۶ ساعت بیشتر از شاهد ۱۲۹ است.

## وضعیت کنونی
تا سال ۲۰۱۸، هیچ استفادهٔ عملیاتی مستندی از این پهپاد، گزارش نشده و به‌نظر می‌رسید که پروژهٔ تولید این پهپاد، لغو شده‌است. با این حال، در سال ۲۰۲۰ گفته شد که فطرس وارد خدمت عملیاتی شده و تصاویر بیشتری از آن، در جریان یک رزمایش، منتشر شد. تا کنون، دست‌کم ۲ فروند از این پهپاد، تولید شده‌است.

## ویژگی‌ها

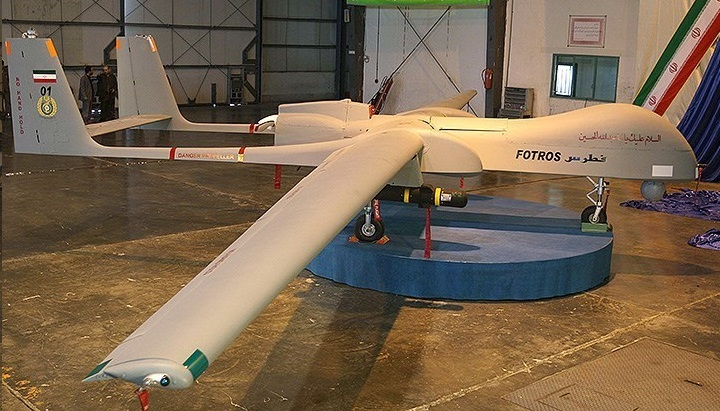

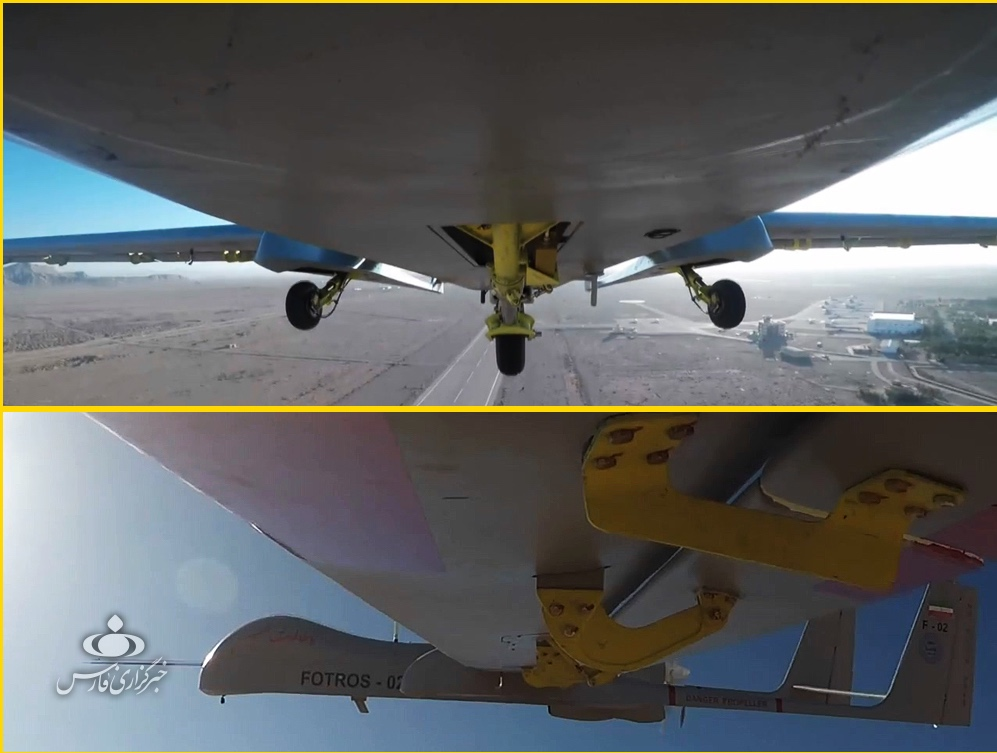

- محدوده: ۲۰۰۰ کیلومتر (۱٫۲۴۳ مایل، ۱٫۰۸۰ ناتیکال مایل)[۶]
- مداومت: ۱۶ تا ۳۰ ساعت
- سقف پروازی خدمات: ۷٫۶۲۰ متر (۲۵٫۰۰۰ پا)
- امکان تجهیز به انواع موشک‌های هوابه‌سطح، کروز و راکت

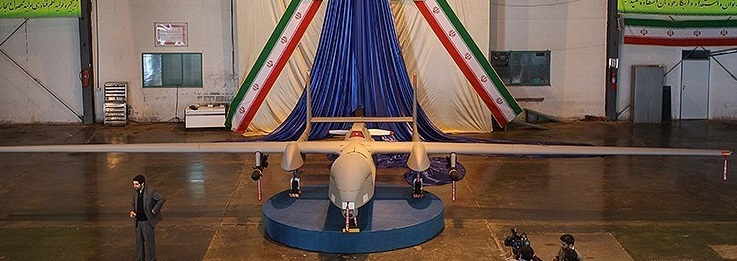